# Кабальеро, Бернардино
Бернардино Кабальеро де Аньяско-и-Мельгарехо (исп. Juan Bernardino Caballero de Añasco y Melgarejo; 20 мая 1839, с. Ибикуи департамента Парагуари, Парагвай — 26 февраля 1912, Асунсьон) — парагвайский государственный и политический деятель, президент Парагвая (1880—1886).

## Биография
Потомок испанских дворян, переселившихся в Южную Америку. В молодости вступил в парагвайскую армию.
Участник Парагвайской войны (1864—1870), во время которой стал доверенным лицом и помощником президента Франсиско Солано Лопеса. Благодаря своим способностям, быстро продвинулся по карьерной лестнице в армии, заняв пост командующего арьергардом. Стал генералом.
В 1871 был назначен военным министром Парагвая, в 1878—1880 гг. исполнял обязанности министра внутренних дел.
После смерти президента Хуана Баутисты Хиля, погибшего в результате покушения в 1877, генерал Бернардино Кабальеро помог своему другу Кандидо Барейро занять президентское кресло.
Однако, уже в 1880 Кандидо Барейро умер, оставив высший в Парагвае пост вакантным. Сосредоточивший в своих руках значительные силы генерал Бернардино Кабальеро осуществил государственный переворот и захватил власть.
С 4 сентября 1880 до 25 ноября 1882 был временным президентом Парагвая, затем до 25 ноября 1886 — президентом Парагвая.
Война «Тройственного союза» против Парагвая в 1864—1870 привела страну к почти полному опустошению. Из 1,3 млн жителей Парагвая уцелело около 200 тысяч, из них мужчин — 20 тысяч. Опустевшие земли не привлекли иммигрантов. Бюджет государства был пуст.
Б. Кабальеро осуществил ряд решительных мер по приведению в порядок парагвайской казны. Провёл приватизацию большинства государственных земельных угодий, получив таким образом значительные поступления в доход страны.
В 1870 один из основных организаторов политической организации Club del Pueblo, из которой впоследствии возникла партия.
В 1887 создал партию Колорадо (Национальный Республиканский Союз — Asociación Nacional Republicana — Partido Colorado).
Оставив в 1886 пост президента, Б. Кабальеро продолжал обладать огромным влиянием на принятие политических решений в стране, так как оставался командующим парагвайской армией. Находившиеся под его влиянием политики были при власти до 1894 года.
До 1904 Б. Кабальеро продолжал занимать ведущие места в политической жизни Парагвая.